# Krupske, Zolotonoșa
Krupske (în ucraineană Крупське) este o comună în raionul Zolotonoșa, regiunea Cerkasî, Ucraina, formată numai din satul de reședință.

## Demografie
Componența lingvistică a comunei Krupske
     Ucraineană (94,25%)
     Rusă (2,33%)
     Belarusă (1,55%)
     Alte limbi (0,16%)
Conform recensământului din 2001, majoritatea populației comunei Krupske era vorbitoare de ucraineană (94,25%), existând în minoritate și vorbitori de rusă (2,33%), belarusă (1,55%) și armeană (1,4%).